# Rivoluzione di Zanzibar
La Rivoluzione di Zanzibar del 12 gennaio 1964 fu una rivolta che portò al rovesciamento del governo eletto nel 1963 e del sultano Jamshid bin Abdullah. La rivolta pose fine al sistema della monarchia costituzionale a Zanzibar, e consentì successivamente l'ascesa al potere dell'Afro-Shirazi Party, un partito di ispirazione socialista. Poco tempo dopo la rivoluzione, l'ASP si fuse con il partito dominante del Tanganica, il TANU (anch'esso di sinistra), mentre Tanganica e Zanzibar si unirono nella Repubblica Unita della Tanzania.

## Storia

### Contesto
Il 19 dicembre 1963 Zanzibar ottenne l'indipendenza dal Regno Unito, diventando una monarchia costituzionale governata da un sultano e da un'élite politica araba razzista verso la maggioranza nera. Al nuovo governo si contrapposero due movimenti politici principali: il partito marxista dell'Umma Party (UP), guidato dall'arabo Abdulrahman Mohammed Babu, e il partito socialista dell'Afro-Shirazi Party guidato da Abeid Karume, che rappresentava le due etnie principali dell'isola, gli africani e gli shirazi. Nonostante nelle elezioni del 1963 l'Afro-Shirazi Party avesse ottenuto il 54% dei voti, grazie ad un'operazione di gerrymandering, lo Zanzibar Nationalist Party e lo Zanzibar and Pemba People's Party (che avevano ottenuto rispettivamente il 29% e 16% dei voti) riuscirono ad ottenere 18 seggi contro i 13 dell'Afro Shirazi.
L'UP, che aveva una politica apertamente filo-cinese e aveva la rivoluzione comunista fra i suoi obiettivi espliciti, fu probabilmente il primo movimento a pianificare la rivolta. Anche l'ASP ipotizzava il rovesciamento del governo in carica con la forza, ma c'era minore consenso sui tempi e sui modi, anche in conseguenza di una maggiore pluralità di ideologie in seno al partito. Per via delle posizioni meno radicali dell'ASP rispetto all'UP, in effetti, gli Stati Uniti erano giunti (in clima di piena guerra fredda) a considerare l'ASP un interlocutore affidabile e contavano di sostenerne l'ascesa, benché fosse nota la presenza di correnti filo-sovietiche all'interno del partito. L'ala dell'ASP più allineata con l'UP era costituita da un gruppo di leader sindacalisti e operai guidati dal filo-sovietico Abdulla Kassim Hanga. In ogni caso, entrambi i partiti si ponevano come obiettivo la caduta del sultanato e l'instaurazione di una repubblica democratica di stampo socialista. Quando la rivoluzione ebbe inizio, entrambi i leader dell'ASP e dell'UP si trovavano in Tanganica per chiedere il supporto del presidente Julius Nyerere in termini di denaro e armi.

### Innesco
Sebbene sia l'UP che l'ASP (o alcune sue frange) stessero da tempo pianificando una rivolta a Zanzibar, è quasi certo che la rivoluzione di gennaio fu il risultato di una sollevazione spontanea della popolazione africana dell'isola, e che colse di sorpresa gli stessi leader dei due partiti, che si trovavano entrambi all'estero e dimostrarono di essere all'oscuro di tutto. Gli scontri durarono solo poche ore; i rivoltosi colsero di sorpresa la polizia di Zanzibar, accedendo ai suoi arsenali con la complicità di qualche poliziotto; e subito dopo conquistarono tutti gli edifici chiave di Stone Town. Il sultano riuscì a fuggire con la sua famiglia e i suoi ministri, rifugiandosi nel Regno Unito.
Il fatto che la rivolta fosse esplosa spontaneamente contribuì a rendere gli eventi di quelle ore molto confusi e molto difficili da decifrare per gli osservatori internazionali. Per esempio, gli americani ritennero per molto tempo che alla rivoluzione avessero partecipato militari cubani; in seguito si venne a sapere che questa informazione era emersa perché fra le file dei rivoltosi c'era un pakistano mascherato da cubano, che gridava slogan in spagnolo.

### John Okello
La situazione si fece ancora più confusa in seguito all'apparizione di John Okello, un ugandese fino ad allora sconosciuto, che fin da poche ore dopo la rivoluzione iniziò a presentarsi ai media come leader del nuovo regime. Okello sosteneva di essere stato uno dei leader del movimento Mau-Mau in Kenya, di essere un esperto soldato e stratega, e dichiarò che il governo "è nostro, dell'esercito". In realtà, Okello non era nell'esercito di Zanzibar, e si trovava sull'isola come operaio.
Sotto il comando di Okello, molti abitanti dell'isola si diedero al saccheggio delle proprietà di arabi e indiani, mettendo in atto quello che viene talvolta definito un vero e proprio genocidio nei confronti di questi gruppi etnici. Alcune riprese che documentano le azioni degli uomini di Okello si trovano nel controverso Mondo movie del 1966 Africa addio di Gualtiero Jacopetti.
Col passare delle ore, risultò sempre più chiaro che Okello era uno squilibrato e un mitomane; egli tra l'altro dichiarò alla radio di essere "al di sopra del governo e immortale". In effetti, Okello non aveva alcuna relazione con l'ASP o l'Umma, ed era giunto alla leadership del movimento rivoltoso in modo assolutamente casuale. Probabilmente non aveva nemmeno partecipato ai combattimenti della rivoluzione, nei quali millantava di aver compiuto azioni eroiche e decisive. Il suo diario, Revolution in Zanzibar (1967), viene considerato dagli storici del tutto inattendibile.

## Conclusione

### Conseguenze politiche
L'estraneità di Okello ai movimenti rivoluzionari di Zanzibar divenne ancora più evidente quando i leader dell'ASP e dell'Umma, Abeid Karume e Abdulrahman Muhammad Babu, rientrarono a Zanzibar dal Tanganica. Rientrati in patria, essi disconobbero immediatamente l'autorità di Okello (che li aveva accolti "nominandoli" rispettivamente presidente e primo ministro), e lo condannarono all'esilio. In ogni caso, ASP e Umma presero effettivamente il potere sull'isola, che fu dichiarata repubblica popolare. Immediatamente ebbero inizio le trattative con Julius Nyerere per la fusione di Zanzibar e Tanganica nella Repubblica Unita di Tanzania, fusione che avvenne il 26 aprile dello stesso 1964.

### Massacri

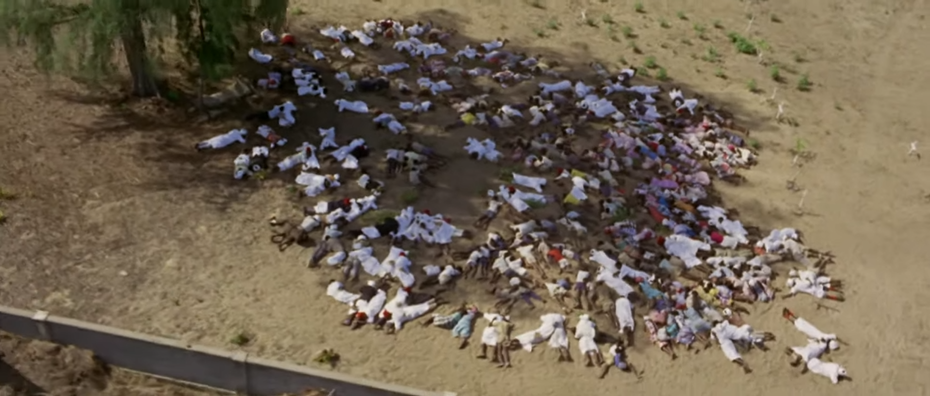
Vittime dei massacri nel mondo movie Africa addio

Durante e poco dopo la rivoluzione, i miliziani di Okello si macchiarono di vari massacri ai danni della popolazione araba di Unguja (ma non di Pemba). Il numero delle vittime è controverso: si va da un minimo di 2,000 fino a un massimo di 20,000.
Una troupe cinematografica italiana riuscì a riprendere da un elicottero alcune di queste uccisioni, visibili nel film Africa addio (1966): queste riprese rappresentano l'unica documentazione visiva disponibile dei massacri.